# Litispendência
A litispendência se caracteriza através do ajuizamento de duas ações que possuam as mesmas partes, a mesma causa de pedir e o mesmo pedido, como determinam os §§ 1º, 2º e 3º, todos do art. 337, do CPC (Código de Processo Civil):
"§ 1º Verifica-se a litispendência ou a coisa julgada, quando se reproduz ação anteriormente ajuizada.
§ 2º Uma ação é idêntica à outra quando tem as mesmas partes, a mesma causa de pedir e o mesmo pedido.
§ 3º Há litispendência quando se repete ação que está em curso."
Sobre a litispendência, leciona Nelson Nery Junior:
“Ocorre a litispendência quando se reproduz ação idêntica a outra que já está em curso. As ações são idênticas quando têm os mesmos elementos, ou seja, quando têm as mesmas partes, a mesma causa de pedir (próxima e remota) e o mesmo pedido (mediato e imediato). O registro ou a distribuição da petição inicial é que determina o momento em que ocorre a litispendência (CPC 59 caput). Como a primeira já fora anteriormente ajuizada, a segunda ação, onde se verificou a litispendência, não poderá prosseguir, devendo ser extinto o processo sem julgamento do mérito (CPC 267 V).” (Código de Processo Civil Comentado, 6ª edição, RT, p. 655).
Também leciona Humberto Theodoro Júnior:
Também leciona Humberto Theodoro Júnior:
“Não se tolera, em direito processual, que uma mesma lide seja objeto de mais de um processo simultaneamente (…)
Demonstrada, pois, a ocorrência de litispendência ou de coisa julgada (isto é, verificada a identidade de partes; de objeto e de causa petendi) entre dois processos, o segundo deverá ser extinto, sem apreciação do mérito”. (Curso de Direito Processual Civil, Rio de Janeiro: Forense, vol.I, 38 ed., 2002, p. 281).
E, assim é o posicionamento do Superior Tribunal de Justiça:
"AÇÃO RESCISÓRIA. ACÓRDÃO EM CONFORMIDADE COM A JURISPRUDÊNCIA DESTA CORTE. (...) XIII - Nos termos do art. 337, § 1º, do CPC/2015, "verifica-se a litispendência ou a coisa julgada quando se reproduz ação anteriormente ajuizada, sendo que a demanda repetida ainda está em curso”. Logo, há litispendência a ser reconhecida. Ocorre que esta é pressuposto negativo que determina a extinção do feito sem resolução de mérito nos termos do art. 337, VI, e 485, V, ambos do CPC/2015. Nesse sentido: AgInt no MS n. 15.497/DF, Rel. Ministro Herman Benjamin, Primeira Seção, julgado em 8/2/2017, DJe 26/4/2017." (AgInt no REsp n. 1.752.030/AM, Rel. Ministro Francisco Falcão, Segunda Turma, julgado em 9/4/2019, DJe: 12/04/2019)
1. ↑  «L13105». www.planalto.gov.br. Consultado em 9 de junho de 2023